# José Carlos González-Hurtado Collado
José Carlos González-Hurtado Collado (Madrid, 27 de maig de 1964) és un executiu internacional que ha destacat en els àmbits del màrqueting, el desenvolupament comercial i la intel·ligència empresarial. González-Hurtado es va formar a la Universitat Pontifícia de Comillas (abans ICADE), on va obtenir un màster en dret. També és doctor en administració d'empreses.
La seva etapa a Procter & Gamble, iniciada el 1989, el va dur a treballar en diferents països com Grècia, Espanya i Suïssa, contribuint al creixement i adaptació de la marca en aquests mercats. Posteriorment, va assumir responsabilitats en altres llocs, com ara, Israel, Cisjordània i Gaza, i més tard a Europa de l'Est, on va supervisar processos de transformació com la integració de Wella i Gillette dins del grup. Entre 2009 i 2011, a Carrefour, va liderar projectes com el desenvolupament del concepte Carrefour Planet, que pretenia redefinir l'experiència d'hipermercat. Aquesta etapa es va caracteritzar per l’aplicació de noves estratègies destinades a millorar la percepció del públic i a revitalitzar l’empresa. El 2014, la seva trajectòria el va portar a IRi Worldwide, on va assumir la responsabilitat d’ampliar la presència internacional de l’empresa, especialment a Europa, Àsia-Pacífic i Àfrica. La seva tasca va ser fonamental per consolidar l'ús del big data i les anàlisis predictives en el sector del gran consum i la farmàcia. A més, és president d'EWTN Espanya, la xarxa de mitjans de comunicació catòlica més gran a nivell mundial.
L'any 2007, González-Hurtado va ser inclòs a l'Agenda Internacional 100, un rànquing del Financial Times que reconeix els 100 millors candidats a càrrecs de direcció a nivell global.

## Llibre publicat
Nuevas evidencias científicas de la existencia de Dios (2024), explora la relació entre ciència i teologia, aportant, segons l'autor, arguments científics que reforcen la possible existència de Déu. Escrit en castellà, està disponible sota llicència de domini públic.